# Померанц Григорій Соломонович
Григорій Соломонович Помера́нц (нар. 13 березня 1918, Вільно, Литва — пом. 16 лютого 2013, Москва) — російський філософ, культуролог і письменник
Під час війни був літературним співробітником дивізійної газети.
У 1949 був заарештований і засуджений на 5 років за звинуваченням в антирадянській діяльності. Пізніше він був реабілітований.
Брав участь у правозахисному русі, в 1970–1980 ім'я Померанца забороняли згадувати в радянській пресі. Його статті поширювалися самвидавом, друкувалися в Парижі, Мюнхені та Нью-Йорку, а в Росії вони з'явилися в 1990.

## Цитати
- Диявол починається з піни на губах ангела, який вступив у бій за праве діло. Усе перетреться на порох — і люди, й системи. Та вічним є дух ненависті у боротьбі за праве діло. І завдяки йому, зло на Землі не має кінця. З тих пір, як я це зрозумів, вважаю, що стиль полеміки важливіший за предмет полеміки.

- Вирішальною стає не економіка, а педагогіка — починаючи з дитячого садка. Діти схоплюють зачатки нового швидше за дорослих. Я пригадую слова чотирирічної дівчинки: «Мамо, не говори голосно, від цього засихають дерева»… З самого малку можна виховувати розуміння радості, яку дає споглядання. І це підготує людей до переоцінки цінностей, до переходу від інерції необмеженого розширення техногенного світу до цивілізації споглядання, духовного росту і гармонії з природою.